# Minuteman Civil Defense Corps
El Minuteman Cuerpo de Defensa Civil  fue un grupo paramilitar fundado por Chris Simcox (un ex-editor de un diario de la Arizona) y dedicado a impedir cruces ilegales de la frontera de Estados Unidos. Argumentando que el gobierno estaba insuficientemente preocupado con asegurar la frontera ser de los EE. UU.,  han organizado varios mítines estatales, con la intención de proporcionar agencias de aplicación de la ley y hacer crecer su influencia.  El grupo fue uno de varias milicias emergidas para la protección de la frontera. Está mostrado que la aparición de estos grupos puede ser enlazada, por un lado, a un creciente criminalización de la inmigración. Simcox declara que el grupo meramente informa incidentes a aplicación de ley, y  no directamente afronta inmigrantes. Hay un procedimiento operativo estándar (llamado por los miembros del grupo SOP) que tiene que ser seguido por Minutemen voluntarios. Las reglas incluyen no hablar con los detenidos, acercarse lo menos posible, o tener contacto físico en cualquier manera con cualquier sospechoso. Por sus posturas políticas y comunicados, la organización ha sido criticada de ser una milicia de extrema derecha.

## Historia y actividades
El primer antecedente de Simcox fue un llamado a las armas en octubre del 2002 en una nota del periódico local "Tombstone",invitando a los lectores, a unirse a la "Milicia Ciudadana de la Patrulla Fronteriza", con el propósito de "avergonzar al gobierno al hacer su trabajo", este primer grupo fue llamado Civil Homeland Defense, grupo que funcionó por alrededor de dos años y medio. Desde la conformación de esta milicia los métodos de Simcox fueron polémicos, además de que sus detractores siempre mencionaban la poca legalidad en los procesos de arresto.
El 1 de abril de 2005, el grupo que renombró al grupo Minuteman Civil Defense Corps era una organización de milicias preocupadas por la seguridad fronteriza que invoca la imagen de Guerra Revolucionaria milicianos y rastrea su motivación para "proteger las fronteras americanas", listas en cualquier momento para luchar por la libertad de Estados Unidos. Aunque la mayoría de los miembros del grupo son caucásicos, algunos mexicoamericanos también trabajan para patrullar las fronteras, profundamente el llamado de la organización a proteger la inmigración legal como medida para proteger la sociedad y los recursos estadounidenses, aproximadamente 900 los voluntarios patrullan una sección de veintitrés millas de la frontera entre Arizona y México. Otra figura clave en el Minuteman Civil Defense Corps, fue cofundada por el ex-marine y prominente Neo-nazi J. T. Ready, que mayo del 2012 mató a cuatro personas antes de quitarse la vida, esto en el condado de Gilbert, Arizona. Al momento de su muerte el FBI estaba investigando su conexión con el hallazgo de migrantes que habían sido asesinado a tiros y denuncias de fraude contra Ready por uno de sus cohortes, el miembro del Movimiento Nacionalsocialista Harry Hughes.
El MCDC a menudo se confunde o se cree que está afiliado a The Minuteman Project Inc., pero los dos grupos persiguen objetivos distintos. Los militantes han sido acusados de perfiles raciales, sin embargo, se acercan a personas de color, les preguntan si hablan  inglés, les preguntan dónde viven y los interrogan sin cuestionar a los caucásicos en las mismas áreas.

### Arresto de Miembros
La primera vez que Simcox estuvo arrestado por guardabosques federales en un tramo a lo largo de la frontera de Arizona con México. Simcox Estuvo armado con una pistola, radios de escáner policial, y sirvió la condena de un año encima libertad informativa. Su principal objetivo era claro, parar los cruces de migrantes ilegales.
El 15 de marzo del 2010, un miembro de la cúpula del MCDC Carmen Mercer envió un correo electrónico a los miembros del grupo en el que declaró:
 

Después de recibir este mail, que describe como "respuesta" dramática de miembros quién prometió regresar a la frontera armada, Mercer pidió la disolución del grupo de manera oficial el 23 de marzo, citando su preocupación de ser responsabilizado tener que los miembros fallan para seguir las reglas "apropiadas para el compromiso".

El 16 de abril de 2010, la tercera esposa de Simcox recibió una orden de protección después de que ella alegara que Simcox "la amenazara con un arma y amenazaba con dispararle a ella, a sus hijos ya cualquier policía que intentara protegerlos". Chris Simcox llegó a un juzgado de condado de Maricopa para que compadeciera el 6 de julio de 2010.
El 8 de junio del 2016, el cofundador del MCDC Chris Simcox fue encontrado culpable del acoso sexual a un niño y encima el 11 de julio del 2016, estuvo sentenciado para servir 19.5 años en una prisión de Arizona. Uno de los fundadores J.T. Ready fue arrestado en 2011 deteniendo inmigrantes de manera forzada, y quedó bajo investigación por el FBI quién manejo la situación como terrorismo doméstico potencial que implicaba el asesinado de inmigrantes en el desierto.